# Xã North Star, Quận Burke, Bắc Dakota
Xã North Star (tiếng Anh: North Star Township) là một xã thuộc quận Burke, tiểu bang North Dakota, Hoa Kỳ. Năm 2010, dân số của xã này là 35 người.